# 82 Dywizja Strzelecka (ZSRR)
82 Dywizja Strzelecka (ros. 82-я стрелковая дивизия) – związek taktyczny (dywizja) Armii Czerwonej.
Sformowana w 1942 na bazie oddziałów obrony wybrzeża. Dywizja wyzwoliła Jarcewo, Bobrujsk, Myślibórz. Przekroczyła Odrę pod Cedynią. Wojnę zakończyła we Wriezen w Niemczech.